# Krakaudorf
Krakaudorf is een plaats en voormalige gemeente in de Oostenrijkse deelstaat Stiermarken. De gemeente maakte deel uit van het district Murau en telde in 2014 645 inwoners. Ze ging op 1 januari 2015 op in de fusiegemeente Krakau. Daarbinnen heeft Krakaudorf de status van Ortschaft.
Stadsgemeenten:
Murau ·
Oberwölz

Marktgemeenten:
Mühlen ·
Neumarkt in der Steiermark ·
Sankt Lambrecht ·
Sankt Peter am Kammersberg
Scheifling ·

Overige gemeenten:
Krakau ·
Niederwölz ·
Ranten ·
Sankt Georgen am Kreischberg ·
Schöder ·
Stadl-Predlitz ·
Teufenbach-Katsch
- Gemeinsame Normdatei: 10022369-2
- Virtual International Authority File: 154527288